# Okręg wyborczy Mallee
Okręg wyborczy Mallee (ang. Division of Mallee) – jednomandatowy okręg wyborczy do Izby Reprezentantów Australii, położony w stanie Wiktoria.
Pierwsze wybory odbyły się w nim w 1949 roku, a nazwa pochodzi od Mallee – regionu stanu Wiktoria.
Od 2013 roku posłem z tego okręgu był Andrew Broad z Narodowej Partii Australii.

## Lista posłów
Lista posłów z okręgu Mallee:
| okres urzędowania | poseł                  | przynależność             |
| ----------------- | ---------------------- | ------------------------- |
| 1949–1972         | Winton Turnbull        | Partia Agrarna            |
| 1972–1975         | Peter Fisher           | Partia Agrarna            |
| 1975–1982         | Peter Fisher           | Narodowa Partia Agrarna   |
| 1982–1993         | Peter Fisher           | Narodowa Partia Australii |
| 1993–2013         | John Alexander Forrest | Narodowa Partia Australii |
| od 2013           | Andrew Broad           | Narodowa Partia Australii |